# Michał Feliks
Michał Feliks (ur. 19 marca 1999 w Krakowie) – polski piłkarz, grający na pozycji środkowego napastnika.  W 2025 został zawodnikiem w polskiego klubu Wieczysta Kraków.